# Hillview (Kentucky)
Pour les articles homonymes, voir Hillview.
Hillview est une ville américaine située dans le comté de Bullitt, dans le Kentucky. Selon le recensement de 2020, sa population est de 8 622 habitants.